# Ron Kaufman
 (décembre 2017).
 (décembre 2019).
Pour les articles homonymes, voir Kaufman.
Ron Kaufman, né en 1956 à Westport (Connecticut), est un auteur américain, consultant en management et animateur de conférences. Il est le fondateur de la société de formation UP! Your Service. Il est l'auteur de Uplifting Service: The Proven Path to Delighting Your Customers, Colleagues, and Everyone Else You Meet publié le 15 mai 2012. Le New York Times l'a classé numéro 5 en juin 2012.  